# ブレダM37重機関銃
ブレダM37重機関銃(イタリア語: Mitragliatrice Breda calibro 8 modello 37 / Breda Modello 37)はイタリアのブレダ社(伊語版)によって開発され、イタリア軍他に採用された重機関銃である。
“ブレダ M37”という機関銃にはブレダM30軽機関銃の7.35mm弾モデルもあり、これと混同しないよう注意が必要である。

## 概要
M37はフィアット レベリM1914重機関銃の後継として、重機関銃弾薬として新たに開発された8x59mmRB ブレダ弾(英語版)を使用する重機関銃として開発され、1935年には試作品が完成した。
イタリア軍は第一次世界大戦及びアフリカ各地での植民地での戦闘を通じて、6.5×52mm カルカノ弾(英語版)を使用するM1914重機関銃の威力不足を痛感しており、1930年代に入ってこれまでよりも大口径・大威力の重機関銃の装備を図ったものである。この新たな重機関銃は8×59mmRBブレダ弾を使用する空冷式であることが求められていた。同弾薬を使用する重機関銃としてはブレダ社の他にフィアット社にも発注されており、同社は1934年にはM1914の改良型である空冷銃身・ベルト給弾式の機関銃を完成させていたが、1935年にイタリア軍が比較試験を行った結果、ブレダ社のものが優れているとされて採用された。ただし、生産体制が整うまでには多少の時間を要することとになり、“Modello 37”として制式化されたのはその2年後の1937年である。

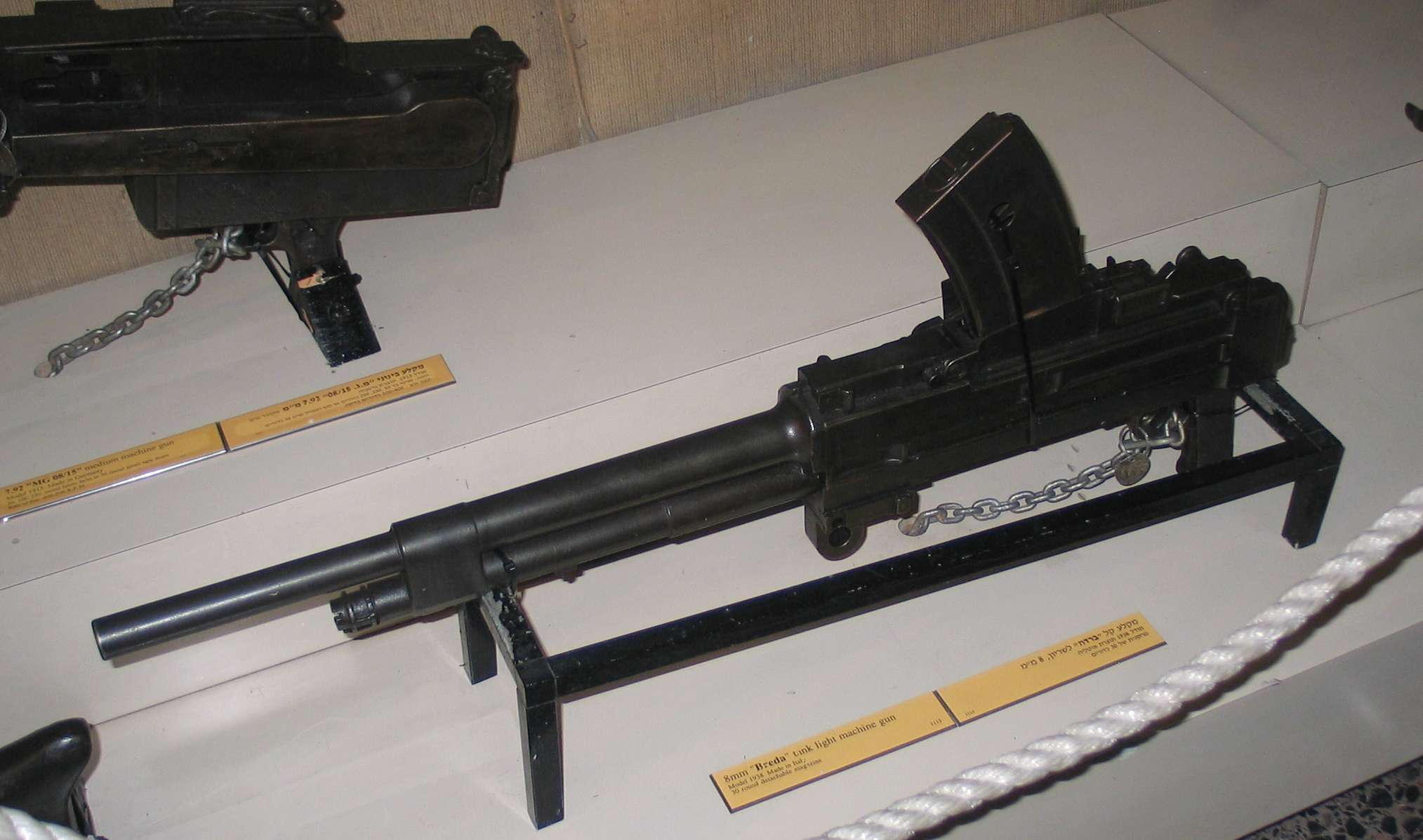
ブレダM38車載機関銃

M37は地上用の他に車載機関銃として改良されたものが開発され、「ブレダM38車載機関銃(Mitragliatrice Breda calibro 8 modello 38 per carri armati / Breda Modello 38)」と呼称された。M38は給弾方法を保弾板方式から上方装填の24連弾倉式に改め、薬莢は機関部下方に排出される方式になっていた。また、射撃装置はM37のスペードグリップと押込式の押鉄ではなく、ピストルグリップに通常の引金となっている。

## 運用
M37は主に歩兵連隊の重機関銃中隊が装備する機関銃として、第二次世界大戦においてイタリア陸軍の代表的な重機関銃として活躍し、1943年まで生産され、1945年の終戦まで使用された。
後述の独自の保弾板方式による機構的な問題や、本体重量が他国の同等口径の重機関銃と比べると重いので三脚架に搭載すると運搬の困難が大きい（銃本体＋三脚で約40kg）といった問題はあったものの、運用側の評価は高く、鹵獲したイギリス軍も本銃の長射程と強力な貫通力、空冷にもかかわらず高い持続射撃性能には賛辞を寄せている。戦後もイタリア陸軍の標準重機関銃として、1960年代に入りラインメタルMG3によって更新されるまで使用されている。
イタリア軍の他、7.92x57mmモーゼル弾仕様とされたものがスペインでも導入され、ポルトガル軍も7.92mm弾仕様のものを1938年にブレダm/938 7.92 mm 機関銃(ポルトガル語: Metralhadora pesada 7,92 mm m/938 Breda)の名で採用している。ドイツ軍はイタリア降伏後に捕獲したものを“s.MG259(I)(ドイツ語: schweres Maschinengewehr 259（italienisches）”の名称で使用している。また、イタリア軍の展開地域で行動したレジスタンスやパルチザンも捕獲品を使用した。イギリス軍長距離砂漠挺身隊(LRDG)および特殊空挺部隊(SAS)は鹵獲したものを車両に搭載して運用している。

## 構成
M37の作動方式はロングストロークピストン方式のガス圧作動・オープンボルト方式で、銃身の冷却は空冷式である。ピストンには10段階の調節が可能なレギュレーターが備えられていた。
銃身は空冷式で、連続射撃に耐えるように肉厚に作られた重銃身（ヘビーバレル）となっている。野戦で容易に交換することが可能なように設計されており、機関部前端（銃身の根元部分）のロックレバーを開放して銃身部を回転させれば取り外すことができる。設計発射速度は450 - 550発 / 分、実用発射速度は200発 / 分、交換発数は約450発、銃身寿命（累計発射限度弾数）は20,000発とされていた。
給弾は20発の保弾板方式で、弾薬が下面になる向きで銃の給弾口へ挿入された。空薬莢は保弾板とは別個に排莢されず、発砲後に再び装着されて保弾板ごと外部に排除されるという変わった構造で、これは平時に使用済みの薬莢の回収を容易にして再生し、金属資源と予算を節約することを意図していたが、弾詰まりを起こしやすい、という問題があり、また再生した弾薬は品質の安定に難があるため、実用的ではなかった。給弾口は機関部左側面にあり、射撃後の過熱による薬莢の張り付き防止の目的から、弾丸に油を塗る装置が装着されていた。この塗油機構は発砲時の作動不良の防止には効果があったが、砂や埃の多い環境では本体内部に砂塵等が付着することを助長してしまうために長期的な信頼性を低下させることになり、第二次世界大戦におけるイタリア軍の主戦場は砂漠地帯であったため、使用環境に対して不適であった。
予備弾薬は弾薬装着済みの保弾板12枚を収納した弾薬箱によって携行され、M37を装備する部隊には保弾板への装填と発砲後の薬莢抜き取りを行うための専用の装弾器が支給されていた。
本銃用の三脚架は四脚式の対空銃架として組み替えることができ、銃架を取り外した後に地上用の状態から前方に倒立させて設地脚を追加し、倒立させた状態で支持架の装着位置を変更、延長支柱を追加して銃架を取り付け直し、銃本体に対空射撃用の肩当てと輪形対空照準器を追加すると、通常の平射用に加え対空射撃にも使うことができた。

## ギャラリー

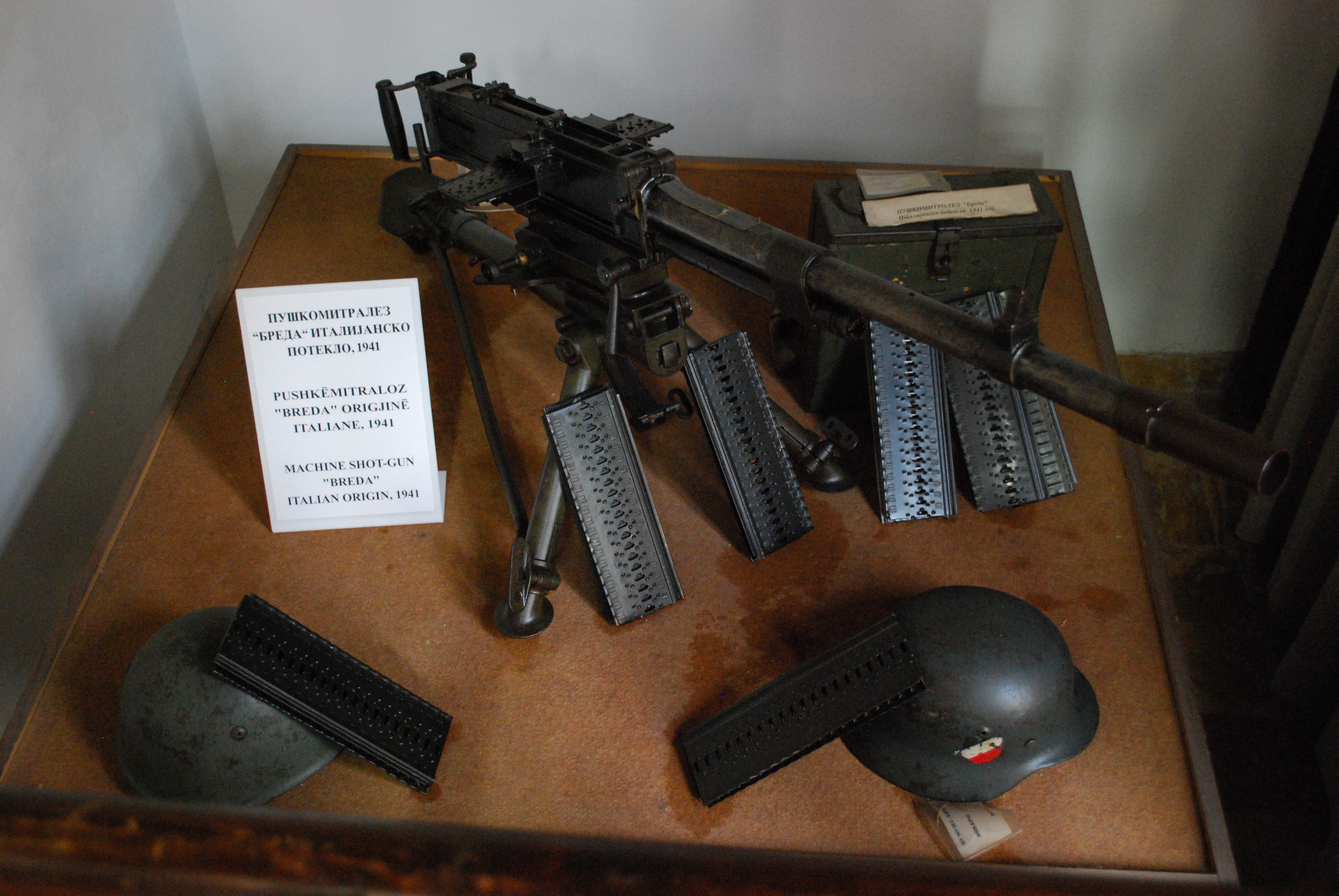
三脚架に架装されたM37および保弾板と弾薬箱
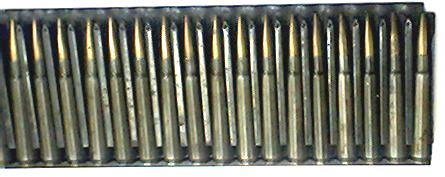
20連保弾板に装着された8x59mmRB弾
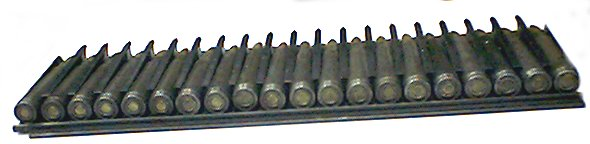
後方より見た装弾済み保弾板。銃の給弾口へ挿入する際には、弾薬のある側が下面となる
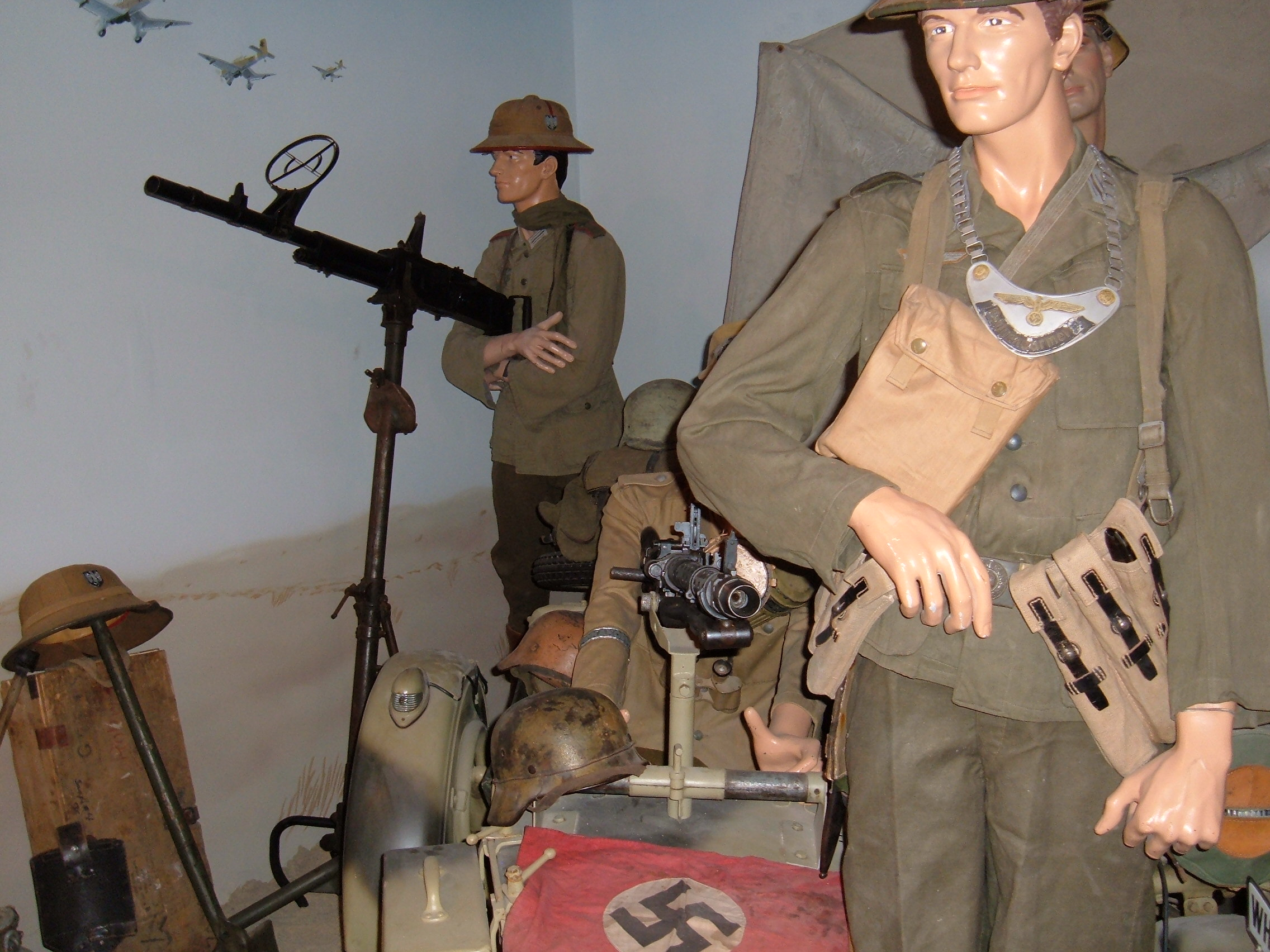
三脚架を対空射撃姿勢として対空輪形照準器を装着したM37（画像奥）
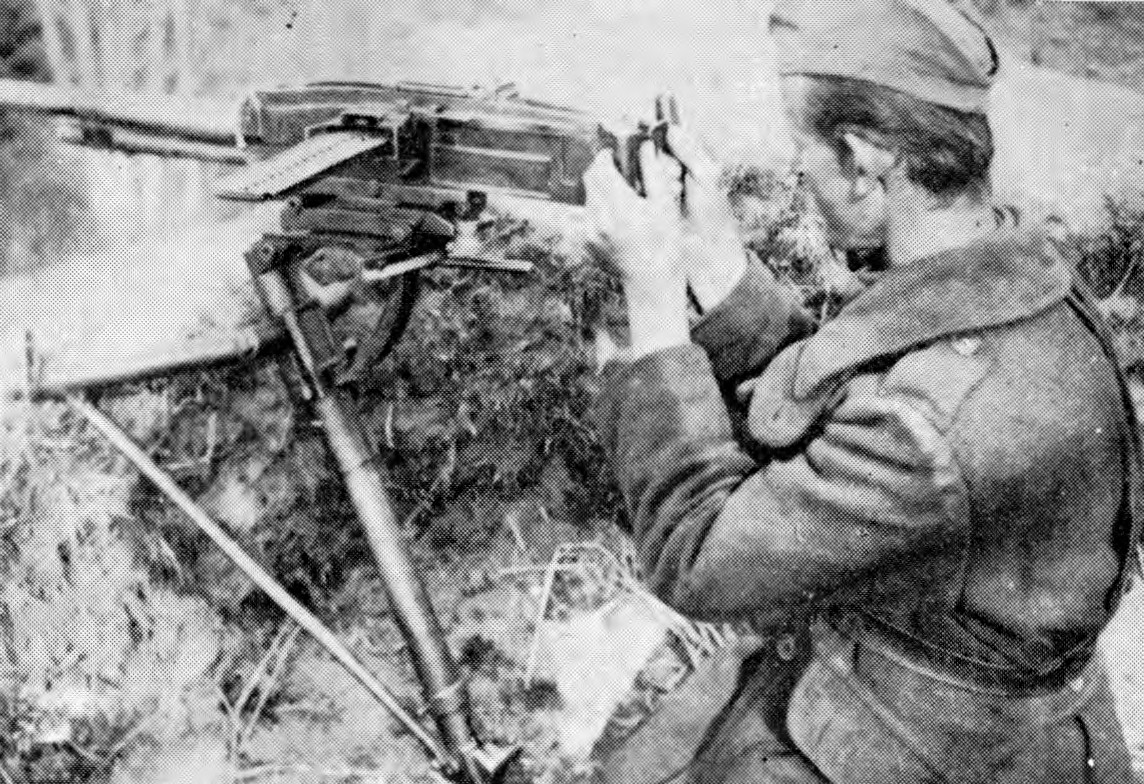
M37を射撃するスロヴェニアパルティザン第14スロベニア師団第3突撃軍“イワン・グラドニック”の戦闘員